# Zentrum für Nachrichtendienstliche Aus- und Fortbildung

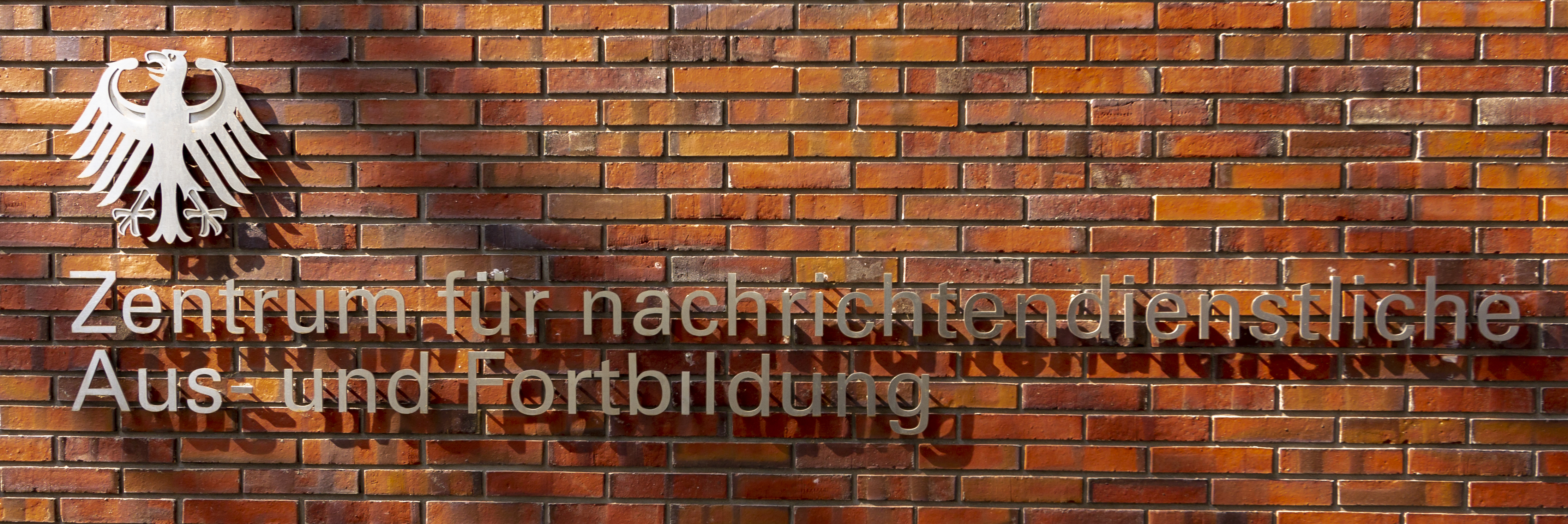
Schriftzug am Eingang des ZNAF

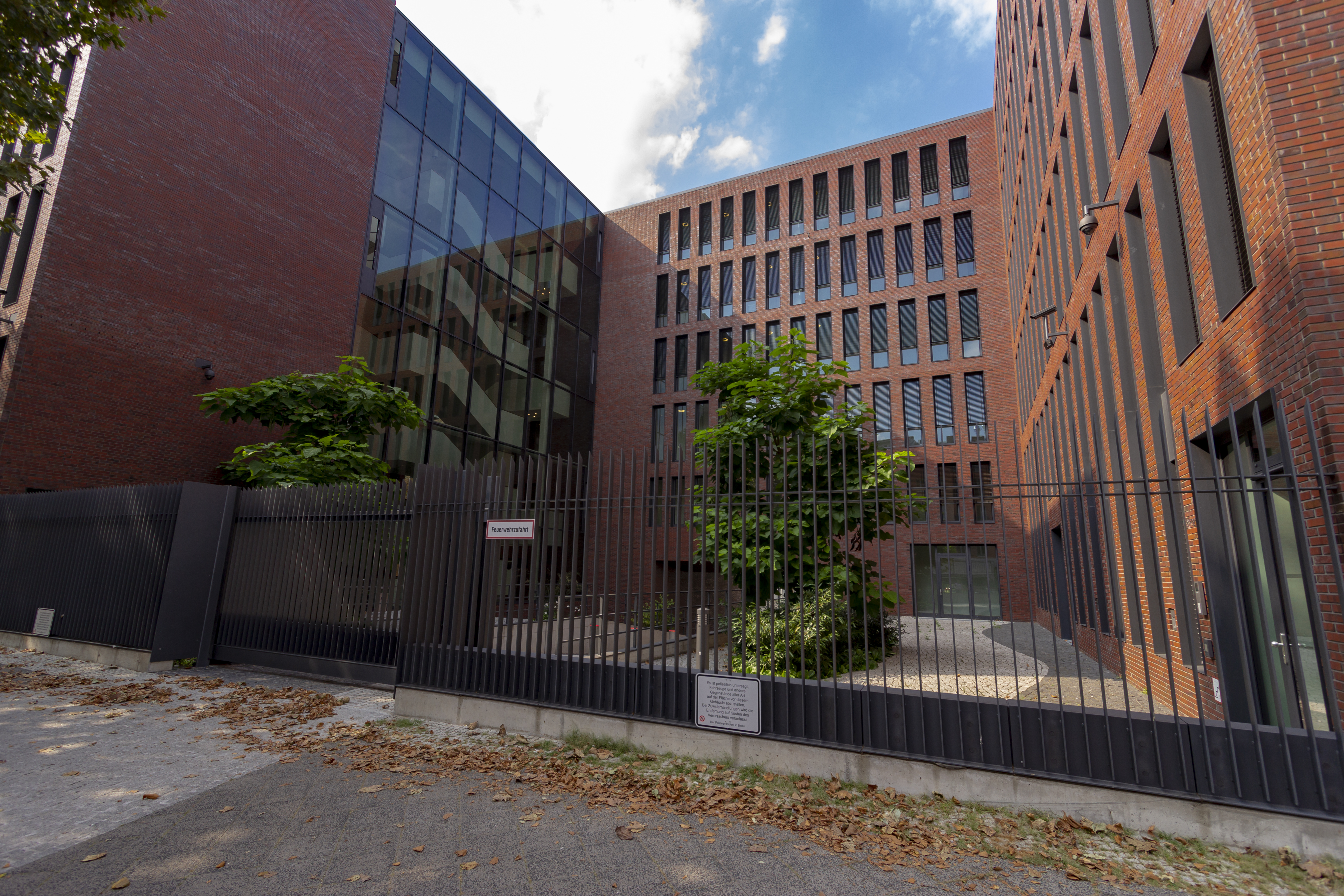
Gebäude des ZNAF

Das Zentrum für Nachrichtendienstliche Aus- und Fortbildung (ZNAF) ist eine gemeinsame Ausbildungseinrichtung der beiden größten deutschen Nachrichtendienste des Bundes, Bundesnachrichtendienst (BND) und Bundesamt für Verfassungsschutz (BfV). Das ZNAF beherbergt auch den Fachbereich Nachrichtendienste der Hochschule des Bundes für öffentliche Verwaltung.

## Auftrag
Das Zentrum dient der stärker integrierten Aus- und Fortbildung der Mitarbeiter von BND und BfV auf nachrichtendienstlichem Gebiet. Kernauftrag des ZNAF ist die Durchführung des gemeinsamen Vorbereitungsdienstes (Laufbahnausbildung) für den nichttechnischen Verwaltungsdienst, die als zweijährige Ausbildung (Laufbahngruppe des mittleren Dienstes) oder als dreijähriges Studium (gehobener Dienst) ausgestaltet ist. Die Anwärter sind Beamte in einem Beamtenverhältnis auf Widerruf und führen die Dienstbezeichnung Regierungsinspektor- bzw. Regierungssekretäranwärter. Auch der Militärische Abschirmdienst und einige Landesbehörden für Verfassungsschutz, darunter das Landesamt für Verfassungsschutz Hessen, entsenden Anwärter an das ZNAF, die an der Laufbahnausbildung des BfV teilnehmen. Für die Zeit des Vorbereitungsdienstes werden die LfV-Anwärter dem BfV zugewiesen.
Auch Teile des Master-Studiengangs „Intelligence and Security Studies“ finden am ZNAF für Studierende von BND, BfV, dem Militärischen Nachrichtenwesen und dem Militärischen Abschirmdienst (MAD) der Bundeswehr sowie den Landesbehörden für Verfassungsschutz statt. Der MISS-Studiengang ist als gemeinsame nachrichtendienstliche und sicherheitsbezogene Hochschulausbildung am Fachbereich Nachrichtendienste der Hochschule des Bundes für öffentliche Verwaltung (HS Bund) und an der Universität der Bundeswehr München (UniBw M) eingerichtet.
Das ZNAF soll zur Verschränkung von Theorie und Praxis, zur konzeptionellen Weiterentwicklung sowie zur Herausbildung einer deutschen „Intelligence Community“ und einer gemeinsamen „nachrichtendienstlichen Kultur“ in Deutschland beitragen.

## Ausbildungsinhalte
Zu den Ausbildungsinhalten gehören die Beschaffung und Auswertung von Informationen zu aktuellen außen- und sicherheitspolitischen Fragestellungen sowie extremistischen Bestrebungen, der Einsatz nachrichtendienstlicher Mittel wie die Führung von Quellen und die Observation von Zielpersonen sowie die rechtlichen und ethischen Rahmenbedingungen nachrichtendienstlicher Arbeit. In der Laufbahnausbildung werden in mehreren Praktika, auch im jeweils anderen Nachrichtendienst, Praxiserfahrungen gesammelt. In der nachrichtendienstlichen Psychologie und in Gesprächssituationen werden Gesprächstechniken und die Erkennung von Lügen, Motivation und Zuverlässigkeit eines Gegenübers geschult. Für die Lehrgangsteilnehmer des BND steht darüber hinaus die Sprachausbildung im Fokus, für die des BfV der politische Extremismus und die Spionageabwehr. Das Studium an dem im ZNAF beherbergten Fachbereich Nachrichtendienste der Hochschule des Bundes für öffentliche Verwaltung (HS Bund) wird für Angehörige des BfV in der Laufbahnausbildung durch Lehrgänge an der Akademie für Verfassungsschutz in Swisttal-Heimerzheim ergänzt. Das sechsmonatige Grundstudium für die Anwärter des BND und BfV wird weiterhin an der HS Bund stattfinden. Es umfasst die nicht nachrichtendienstspezifischen Fächer Staats-, Verwaltungs- und Zivilrecht, Sozialwissenschaften, VWL und BWL.

## Lage und Ausstattung
Das ZNAF liegt, wie das Besucherzentrum des BND, in der Südbebauung der BND-Zentrale in Berlin-Mitte an der Ecke Chausseestraße/Haabersaathstraße. Es verfügt über insgesamt 20 Hörsäle für bis zu 85 Personen, zahlreiche spezielle Hörsäle für IT-Training, Sprachausbildung oder Sonderaufgaben, Videostudios und Labore und mehr als 200 besonders gesicherte IT-Arbeitsplätze. Für die Unterbringung der Lehrgangsteilnehmer gibt es 110 Dienstunterkünfte. Das ZNAF hat eine Kapazität von 700 Studierenden. Im September 2019 wurde daher ein weiteres Hörsaalgebäude mit zwei großen Hörsälen und mehreren kleineren Unterrichtsräumen in etwa 800 Meter Entfernung in Betrieb genommen. Weitere Baumaßnahmen sind geplant.

## Geschichte
Die Initiative zur Gründung einer gemeinsamen Schulungseinrichtung der Nachrichtendienste ging 2007 vom Vertrauensgremium des Deutschen Bundestages aus, um Kosten zu sparen. Die BND-Ausbildung und späteres Studium fand zuvor 29 Jahre lang bis Anfang 2019 in Haar bei München statt. Die für das gemeinsame Studium der Nachrichtendienste am ZNAF notwendigen Regelwerke (Studienplan, Diplomarbeits-, Praktikums- und Prüfungsordnung) wurden bereits 2010 erarbeitet und bis zur Eröffnung grundlegend aktualisiert.
In Betrieb ging das Ausbildungszentrum im Jahr 2018. Zum 1. Oktober 2018 startete im gehobenen Dienst der erste Laufbahnlehrgang im gemeinsamen Studium des BfV und BND, der je Studienkurs 50 bis 80 Studierende umfasst. Das Grundstudium wird weiterhin in Brühl stattfinden. Die erste Hauptstudienphase des gemeinsamen Studiums begann im September 2019 im ZNAF. Die noch nach altem Laufbahnrecht eingestellten Laufbahnlehrgänge für den gehobenen Dienst des BfV wurden bis März 2021 am Hauptstandort der Hochschule des Bundes für öffentliche Verwaltung (HS Bund) in Brühl fortgeführt. Die noch nicht zu Ende geführten Laufbahnlehrgänge für den gehobenen Dienst des BND absolvierten ab Januar 2019 ihre Hauptstudien nach altem Laufbahnrecht am ZNAF.
Das ZNAF wurde am 12. November 2019 offiziell eingeweiht. Anwesend waren unter anderem die Präsidenten von BND und BfV, Bruno Kahl bzw. Thomas Haldenwang, die Staatssekretäre im Bundeskanzleramt und im Bundesministerium des Innern, für Bau und Heimat, Johannes Geismann (zugleich Beauftragter für die Nachrichtendienste des Bundes) bzw. Hans-Georg Engelke, und der Vorsitzende des Parlamentarischen Kontrollgremiums (PKGr), Armin Schuster (CDU).
Ende Februar 2021 wurde der erste Jahrgang der gemeinsamen Laufbahnausbildung abgeschlossen. Er umfasste 20 Absolventen des BfV und neun des BND im mittleren Dienst. Ende 2021 war ein Methodik- und Didaktikzentrum am ZNAF im Aufbau. Noch im Jahr 2021 soll eine spezielle E-Learning-Plattform für die Nachrichtendienste des Bundes eingeführt werden.
Albert Blankenburg vom BND ist der erste Leiter des ZNAF. Seine Stellvertreterin ist Heike Mahlstedt vom BfV. Zur Leitung gehörte auch Tânia Puschnerat.

## Fortbildungszentrum Islamismus (FZI)
Am ZNAF ist das Fortbildungszentrum Islamismus (FZI) angesiedelt. Dort erfolgen einige Fortbildungskomponenten des BfV.